# Amberlyst
Amberlyst, parfois aussi orthographiée AmberLyst (à ne pas confondre avec Amberlite), est une famille de résine polymérique macroporeuse (copolymère styrène-divinylbenzène) sulfonique échangeuse de cations. Elle est initialement développée et produite par Rohm and Haas, surtout pour des applications en catalyse hétérogène en chimie organique. Après l'acquisition de Rohm and Haas par Dow Chemical le 1er avril 2009, puis de la fusion entre Dow Chemical et E.I. du Pont de Nemours, le 31 août 2017, elle fait partie du portfolio des résines de DuPont. 
Son nom résulte de la fusion des termes Amberlite et catalyst. Sous sa forme protonée, elle permet de libérer en solution des ions H+. En catalyse acide hétérogène, en chimie organique, elle est utilisée comme catalyseur hautement acide pour réaliser une vaste gamme de réactions (estérification, transestérification et alkylation de Friedel-Crafts). En milieu non aqueux, elle permet l'élimination des impuretés cationiques. Elle est commercialisée sous forme humide ou deshydratée. 
A l'état sec et pulvérulent, sa manipulation est délicate en raison de sa charge électrostatique : en présence d'un objet chargé électriquement (par exemple, un ustensile en plastique), elle subit une répulsion électrostatique et se disperse facilement dans l'air (risque d'inhalation et d'irritation oculaire). Elle se présente sous forme de petits grains ronds de couleur ambre de diamètre d'environ 0,6 – 0,85 mm.

## Propriétés
- L'Amberlyst permet de réaliser quantitativement une réaction acide-base, ou une réaction organique, de façon stoechiométrique sans ajouter d'excès d'acide au milieu réactionnel. Elle se sépare facilement par filtration, ce qui facilite l'obtention d'un produit pur.

- C'est un polymère solide, insoluble en solution aqueuse et dans divers solvants organiques. Après utilisation, on peut la récupérer par filtration et éventuellement la régénérer avec une solution acide. Elle est commercialisée à l'état humide ou sec pour la catalyse hetérogène en milieu non-aqueux.

## Liens
- (en) Site de Rohm and Haas dédié aux résines
- (en) Rohm and Haas
- (en) DuPont AmberLyst